# Masse (Physik)
Die Masse ist eine Eigenschaft der Materie. Sie bestimmt die Trägheit, mit der der Bewegungszustand des Körpers auf von außen einwirkende Kräfte reagiert. Außerdem ist sowohl die auf einen Körper wirkende als auch die von ihm verursachte Gravitation proportional zu seiner Masse. Diese doppelte Rolle der Masse ist Inhalt des Äquivalenzprinzips. In den meisten physikalischen Größensystemen ist Masse eine der Basisgrößen. Sie wird im internationalen Einheitensystem in der Einheit Kilogramm angegeben. Ihr Formelzeichen ist meist {\displaystyle m}.
Die Masse ist eine extensive Größe. Besitzt ein System eine von Null verschiedene Masse, dann sind die beiden mit der Bewegung verbundenen physikalischen Größen Impuls und kinetische Energie zu ihr proportional. Ferner bestimmt die Masse eines Systems dessen Ruheenergie. Aufgrund der Äquivalenz von Masse und Energie unterscheiden sich die beiden Größen Masse und Ruheenergie nur durch den konstanten Faktor {\displaystyle c^{2}} (Lichtgeschwindigkeit zum Quadrat). Die Masse eines Körpers ist unabhängig von seiner Bewegung.
Die Masse eines Körpers wird außerhalb der Natur- und Ingenieurwissenschaften, besonders in der Umgangssprache, auch als Gewicht bezeichnet. Fachsprachlich steht „Gewicht“ aber allein für die Gewichtskraft.

## Entwicklung des Begriffs der Masse

### Masse in der klassischen Mechanik
Der physikalische Begriff Masse wurde Mitte des 17. Jahrhunderts geprägt, als Johannes Kepler, Galileo Galilei, Isaac Newton, Christiaan Huygens (und andere) mit dem Studium der Bewegungen von Körpern auf der Erde und am Himmel die Grundlagen der modernen Naturwissenschaften legten. Aus den Beobachtungen, wie sich die Geschwindigkeit eines Körpers durch Stoß oder Krafteinwirkung ändert, wurde geschlossen, dass jedem Körper eine unveränderliche Größe zukommt, die seine Trägheit verursacht. Dies entsprach dem älteren philosophischen Begriff „quantitas materiae“, der die Menge der in einem Körper enthaltenen Materie bezeichnen sollte. Newton definierte diese Größe, indem er von der Dichte und dem Volumen eines Körpers ausging, und bezeichnete sie fortan mit „Masse“. Demnach ließ sich Newton von dem damals gängigen Verständnis leiten, reine Materie existiere in Form von kleinen, gleich beschaffenen Partikeln, die mit äthergefüllten Zwischenräumen jeweils verschiedener Größe die verschiedenen realen Körper bilden. Daraus entwickelte sich schließlich der Massebegriff der klassischen Mechanik. Seine genauen Eigenschaften sind:
1. Trägheit: Aufgrund seiner Masse setzt ein Körper einer Kraft, die seine Geschwindigkeit in Größe und/oder Richtung ändert, einen Widerstand entgegen: Die Geschwindigkeitsänderung erfolgt in der Richtung dieser beschleunigenden Kraft und ist umgekehrt proportional zur Masse.
2. Gravitationsladung: Aufgrund ihrer Massen ziehen sich zwei Körper gegenseitig an, wobei die Richtung dieser anziehenden Kraft entlang der Verbindungslinie liegt und ihre Stärke zu den Massen beider Körper proportional ist.
3. Invariantes Maß der Materiemenge: Die Masse eines Körpers hängt nicht von seiner Geschwindigkeit ab. D. h., sie bleibt die gleiche, wenn man das Bezugssystem wechselt, in dem der Körper betrachtet wird. In der klassischen Mechanik bedeutet dieser Wechsel, dass man die Koordinaten des Körpers mithilfe einer Galilei-Transformation umrechnet.
4. Additivität: Die Masse eines zusammengesetzten Körpers ist die Summe der Massen seiner Einzelteile.
5. Massenerhaltung: Bei allen physikalischen Prozessen bleibt die Gesamtmasse erhalten.

Die Eigenschaft Nr. 1 ist ein Teil des zweiten newtonschen Gesetzes und definiert die Bedeutung der physikalischen Größe Masse durch ihre Trägheit, allerdings setzt sie die Definition der Größe Kraft voraus. Die Eigenschaft Nr. 2 ist Teil des newtonschen Gravitationsgesetzes, das zur Grundlage der genauen Beschreibung der Erdanziehung und der Planetenbewegung wurde. Sie liefert die benötigte Kraftdefinition, indem sie die Gravitationskraft konkret angibt und damit alle weiteren Kräfte durch Vergleich mit der aus der Gravitation folgenden Gewichtskraft zu messbaren Größen macht. Die im Gravitationsgesetz enthaltene Feststellung, dass es die durch Trägheit definierte Masse ist, welche die Gravitation verursacht, wird als Äquivalenz von träger und schwerer Masse bezeichnet. Die Eigenschaften Nr. 3 und 4 der Masse ergeben sich in der newtonschen Mechanik als Folgerungen aus der definierenden Eigenschaft Nr. 1. Die Massenerhaltung (Eigenschaft Nr. 5) ist eine Erfahrungstatsache zunächst aus dem Bereich der Mechanik, deren Gültigkeit Ende des 18. Jahrhunderts (vor allem durch Antoine de Lavoisier) auch auf die chemischen Vorgänge ausgeweitet werden konnte. Zusammen entsprechen die drei letztgenannten Eigenschaften genau der Vorstellung einer unzerstörbaren Substanz, aus der die materielle Welt besteht.
Bis etwa Mitte des 18. Jahrhunderts wurden die wichtigen Erhaltungsgrößen Impuls und kinetische Energie herausgearbeitet, die mit der Masse eines in Bewegung befindlichen Körpers verbunden sind:
- Bewegungsgröße: Zur Bewegung eines Körpers gehört neben der Geschwindigkeit eine zweite gerichtete Größe, der Impuls. Sein Betrag ist der Masse proportional, seine Richtung ist parallel zur Geschwindigkeit. Bei jedem Vorgang bleibt die vektorielle Summe der Impulse aller beteiligten Körper erhalten.
- Kinetische Energie: Zur Bewegung eines Körpers gehört auch eine ungerichtete Erhaltungsgröße, die kinetische Energie. Sie ist der Masse proportional und beträgt Null, wenn der Körper ruht. Bei jedem Vorgang bleibt die Gesamtenergie, d. h. die Summe aus kinetischer Energie und allen anderen Energieformen, erhalten.

Diese beiden Erhaltungssätze für Impuls und Energie sind grundlegend sowohl für die klassische als auch für die moderne Physik und gelten in den gegebenen Formulierungen exakt in beiden Bereichen. Allein auf ihrer Grundlage kann man eine neue Definition der Masse formulieren, die im Ergebnis mit den fünf oben genannten Eigenschaften übereinstimmt, aber keine von ihnen schon voraussetzt. Man benötigt dazu noch die genaue Festlegung, wie die Beschreibung eines physikalischen Vorgangs abzuändern ist, wenn man in ein bewegtes Bezugssystem wechselt. Es ist kein Rückgriff auf den Kraftbegriff nötig, der nach Ernst Mach, Gustav Kirchhoff, Heinrich Hertz und anderen im 19. Jahrhundert als ungeeignet für einen wissenschaftstheoretisch befriedigenden Grundbegriff kritisiert wurde.

### Umbruch zur modernen Physik
Im Rahmen der klassischen Physik, und damit auch in der Alltagswelt, gelten alle fünf oben genannten Eigenschaften der Masse. In der von Relativitätstheorie und Quantenphysik geprägten modernen Physik gelten sie nur noch näherungsweise.
Hendrik Lorentz entdeckte zu Beginn des 20. Jahrhunderts, dass für elektrodynamische Vorgänge ein Wechsel des Bezugssystems nicht mithilfe der Galilei-Transformation, sondern mittels der Lorentz-Transformation vollzogen werden muss. Albert Einstein erkannte, dass dies für jedes physikalische Phänomen gilt, auch im Bereich der Mechanik. Das lässt den Zusammenhang zwischen der Kraft und der von ihr bewirkten Änderung der Geschwindigkeit weit komplizierter werden, als in der klassischen Definition der Masse (Eigenschaft Nr. 1) angenommen. Außerdem folgt, dass ein System bei Änderung seiner inneren Energie (das ist der Energieinhalt, den er in seinem Ruhesystem hat) eine dazu proportionale Änderung seiner Masse erfährt. Die Masse eines zusammengesetzten Körpers hängt also nicht nur von den Massen seiner Bestandteile ab, sondern auch von den kinetischen und potenziellen Energien, die diese haben, wenn der Körper als Ganzes ruht. So verliert ein Körper beim Zusammensetzen aus einzelnen Bestandteilen an Masse, wenn Bindungsenergie frei wird, man spricht vom Massendefekt. Umgekehrt vergrößert sich seine Masse, wenn seine Bestandteile sich heftiger bewegen, wie das etwa bei Erwärmung der Fall ist. Dabei ergeben sich die betreffenden Energiewerte stets so, dass man den Wert der Masse bzw. Massenänderung mit dem Quadrat der Lichtgeschwindigkeit multipliziert. Dieser Umrechnungsfaktor ist eine universelle Konstante. Mithin lassen sich Veränderungen der Masse und der Energie überhaupt nicht voneinander trennen, vielmehr besteht eine allgemeine Äquivalenz von Masse und Energie.
Die Äquivalenz von Masse und Energie gilt immer. Einem in Ruhe befindlichen Körper muss man entsprechend seiner Masse {\displaystyle m} eine Ruheenergie {\displaystyle E_{0}=m\,c^{2}} zuschreiben (Einsteinsche Gleichung). Umgekehrt muss man nach derselben Gleichung einem System immer auch eine Masse zuschreiben, wenn es Ruheenergie besitzt, d. h. wenn es beim Gesamtimpuls null noch Energie hat. Dies bleibt im Alltag meist verborgen, wird aber besonders deutlich bei der gegenseitigen Vernichtung (Annihilation) von zwei massebehafteten Elementarteilchen, wenn man den Prozess in deren Schwerpunktsystem betrachtet, also im Ruhesystem des Zweiteilchensystems. Es entsteht Vernichtungsstrahlung mit einer Energie, die durch die Ruheenergie des verschwundenen Zweiteilchensystems gegeben ist. Sie hat den Gesamtimpuls null, wie vorher das Zweiteilchensystem auch. Diesem Strahlungsfeld muss auch dieselbe Masse zugeschrieben werden wie dem Zweiteilchensystem, denn es lässt sich kein Unterschied feststellen. Auch masselose Objekte (z. B. zwei oder mehr Lichtquanten) können also Systeme bilden, die eine Masse haben.
Die oben angegebenen klassischen Eigenschaften der Masse können daher nur näherungsweise gültig bleiben, nämlich für den klassischen oder nichtrelativistischen Grenzfall, d. h. für massebehaftete Körper mit geringer Geschwindigkeit. Nach den Erfordernissen der Speziellen und der Allgemeinen Relativitätstheorie müssen sie wie folgt umformuliert werden:
1. Trägheit: Aufgrund seiner Masse setzt ein System einer Kraft, die seine Geschwindigkeit in Größe und/oder Richtung ändert, einen Widerstand entgegen: Die Geschwindigkeitsänderung ist umgekehrt proportional zur Masse, hängt aber in Richtung und Größe auch von der Größe der Geschwindigkeit und dem Winkel zwischen der Kraft und der Geschwindigkeit ab.
2. Gravitationsladung: Zwei Systeme ziehen sich aufgrund der in ihnen enthaltenen Massen, Energien und Impulse gegenseitig an.
3. Invariante Größe Masse: Die Masse eines Systems hängt nicht von seiner Geschwindigkeit ab; sie bleibt unverändert, wenn man durch eine Lorentz-Transformation das Bezugssystem wechselt, in dem das System betrachtet wird.
4. Additivität: Die Masse eines zusammengesetzten Systems ist gleich der Summe der Massen seiner Einzelteile, abzüglich des Massenäquivalents der Bindungsenergie, die zur vollständigen Trennung der gebundenen Einzelteile zugeführt werden müsste, und zuzüglich des Massenäquivalents der kinetischen Energien derjenigen Einzelteile, die als freie Teilchen zum System gehören.
5. Energieerhaltung: Bei allen Prozessen bleibt die Summe aller Energien erhalten. Die mit den Massen verknüpften Ruheenergien sind darin enthalten. Die Summe der Massen allein bleibt nicht immer erhalten.

Im Endergebnis definiert man ganz allgemein die Masse mittels der Gleichung {\displaystyle E_{0}=m\,c^{2}} durch die Ruheenergie. Damit ist die Masse eine Lorentzinvariante, so wie die nach Newton definierte Masse eine Galilei-Invariante ist. Daher stimmen beide Definitionen der Masse nicht nur im Wert überein, sondern teilen eine tiefliegende Beziehung, an der aber auch ihr Unterschied deutlich wird: Beide Definitionen der Masse ergeben sich in gleicher Weise allein aus dem Erhaltungssatz für den Impuls, wenn man ihn einmal im Ruhesystem formuliert und ein zweites Mal in einem dagegen bewegten Bezugssystem (s. u.). Vollzieht man den Übergang von einer zur anderen Beschreibung mit der nur näherungsweise richtigen Galilei-Transformation, gelangt man zum klassischen Begriff der Masse, vollzieht man ihn mit der Lorentz-Transformation, gelangt man zum modernen Begriff der Masse.
Die ursprüngliche Bedeutung der Masse als Maß für die Menge der Materie ist nicht mehr aufrechtzuerhalten.

## Einheiten
Die SI-Basiseinheit der Masse ist das Kilogramm mit dem Einheitenzeichen kg. Im Zusammenhang mit geschäftlichen Vorgängen ist in den meisten Industrieländern die Verwendung des Kilogramms als Masseneinheit rechtlich vorgeschrieben.
Historisch waren zahllose Gewichtsmaße in Verwendung, die teilweise auch unspezifisch je nach Gegend, Zeit und Produkt Hohlmaßen, Packeinheiten, Traglasten und anderem entsprachen und daher schwer präzise anzugeben sind; siehe Alte Maße und Gewichte.
Für die Angabe der Masse von Atomen und Molekülen ist die atomare Masseneinheit (u oder amu) weit verbreitet.
In der Teilchenphysik ist eine Angabe in Elektronenvolt geteilt durch das Quadrat der Lichtgeschwindigkeit (MeV/c2) üblich.

## Sprachgebrauch: Masse und Gewicht
Im allgemeinen Sprachgebrauch wird die Masse eines Objekts auch als Gewicht bezeichnet. Beispiele sind das Übergewicht, Leergewicht, Abtropfgewicht oder Gewichtsangaben in Kochrezepten. Dies trifft auch auf viele Gesetze und Verordnungen zu. Beispiele sind das Deutsche Mutterschutzgesetz und das Schweizer Strassenverkehrsgesetz.
Beim Gleichsetzen von Masse und Gewichtskraft kann der Eindruck entstehen, die Masse hänge von der vor Ort herrschenden Schwerkraft ab. So ist die folgende Aussage missverständlich: „Auf dem Mond wiegt ein 60 kg schwerer Mensch nur ungefähr 10 kg.“ Klarer ist: „Ein Mensch mit einem ‚Gewicht‘ auf der Erde von 60 kg wiegt auf dem Mond ungefähr so viel, wie ein Mensch mit einem ‚Gewicht‘ von 10 kg auf der Erde wiegt.“

## Messung

### Direkte Massenbestimmung
Die direkte Messung der Masse erfolgt am ruhenden Körper durch Vergleich mit einer Referenzmasse. Zwei Massen sind gleich, wenn sie im selben Schwerefeld die gleiche Gewichtskraft haben. Dies kann man z. B. mit einer Balkenwaage überprüfen. Bei der Überprüfung der Gleichheit ist die Stärke des Schwerefeldes unerheblich, es muss nur von Null verschieden und an den Orten der beiden Körper gleich sein. Zur Festlegung der Masseneinheit siehe Kilogramm.
Dieses Verfahren für die direkte Massenbestimmung ist nur im absoluten Vakuum korrekt: Bei Anwesenheit einer Atmosphäre muss der statische Auftrieb berücksichtigt werden, der von den Volumina der beiden Körper abhängt. Sind die beiden Volumina gleich groß, sind die Auftriebskräfte auf beide Körper die gleichen und wirken sich bei der Überprüfung der Gleichheit der Gewichtskräfte nicht aus.

### Indirekte Massenbestimmung
Die Masse kann auch über Kräfte und Beschleunigungen bestimmt werden. In der newtonschen Mechanik ist jede Bewegungsänderung proportional zu der Kraft, welche die Bewegungsänderung verursacht hat (s. u.: {\displaystyle {\vec {F}}=m\ {\vec {a}}}). Masse ist somit die Proportionalitätskonstante zwischen Kraft und Beschleunigung:
{\displaystyle m={\frac {|{\vec {F}}|}{|{\vec {a}}|}}}
Hierbei ist {\displaystyle {\vec {a}}} die durch eine Kraft {\displaystyle {\vec {F}}} verursachte Beschleunigung.
Die meisten Messgeräte zur Bestimmung von makroskopischen Massen (Waagen) beruhen darauf, dass bei einer bekannten Beschleunigung die entsprechende Kraft gemessen wird. Im Schwerefeld der Erde mit der Fallbeschleunigung {\displaystyle g} wird die Gewichtskraft gemessen. Da sich die gemessene Größe (hier: die Kraft) von der Masse nur durch einen konstanten Faktor unterscheidet, kann die Anzeige des Messgerät auch in Einheiten der Masse ausgedrückt werden. Dies wird beispielsweise bei Federwaagen verwendet, deren Messprinzip auch den meisten mechanischen Haushaltswaagen zugrunde liegt. Auch elektronische Waagen, die Piezoelemente oder Dehnungsmessstreifen oder eine elektromagnetische Kraftkompensation verwenden, messen eigentlich Kräfte, zeigen diese aber als Massen an. Je nach Genauigkeitsanforderung an das Messergebnis muss die Abhängigkeit der Fallbeschleunigung vom geografischen Ort durch eine entsprechende Justierung berichtigt werden oder kann vernachlässigt werden.
Umgekehrt kann man auch die Masse bestimmen, indem man die Beschleunigung bei bekannter Kraft misst. Darauf beruhen verschiedene Bauformen von Massenspektrometern. So werden beispielsweise geladene Teilchen mit gegebener Geschwindigkeit im Magnetfeld eines Sektorfeld-Massenspektrometers umso stärker abgelenkt, je geringer ihre Masse ist. Aus dem Kurvenradius der Bahnkurve kann somit auf die Masse rückgeschlossen werden. Beim Flugzeitmassenspektrometer hingegen werden die geladenen Teilchen in einem elektrischen Feld beschleunigt. Ihre Endgeschwindigkeit ist dann umso größer, je geringer ihre träge Masse ist.
Die Masse von Himmelskörpern kann auch durch ihre Gravitationswirkung bestimmt werden. Man kann beispielsweise die Masse der Sonne mithilfe des Gravitationsgesetzes aus den Bahndaten der Planeten berechnen, weil deren Zentralbeschleunigung ausschließlich von der Masse und Entfernung des Zentralkörpers abhängt.
Bei homogenen Körpern bekannter Dichte kann die Masse auch durch Volumenmessung bestimmt werden. Am einfachsten gelingt dies bei Flüssigkeiten und Schüttgütern (z. B. Mehl, Zucker, Reis, …) durch geeichte Messbecher.

## Verwandte Größen

### Dichte und Stoffmenge
In der newtonschen Mechanik ist die Masse eine extensive Größe. Das bedeutet, dass zwei Körper der Masse {\displaystyle m} insgesamt die doppelte Masse {\displaystyle 2m} haben. Intensive Größen ändern sich bei der Systemverdopplung nicht. Mit der Masse verwandt sind folgende intensive Größen:
- Bezieht man die Masse auf das Volumen {\displaystyle V}, erhält man die Dichte {\displaystyle \rho ={\frac {m}{V}}} mit der SI-Einheit {\displaystyle \left[\rho \right]=1\,\mathrm {\frac {kg}{m^{3}}} .}

Man kann also die Masse eines homogenen Körpers berechnen, wenn sein Volumen und seine Dichte bekannt sind.
- Bezieht man die Masse auf die Stoffmenge {\displaystyle n}, erhält man die molare Masse {\displaystyle M={\frac {m}{n}}} mit der SI-Einheit {\displaystyle \left[M\right]=1\,\mathrm {\frac {kg}{mol}} .}

### Positive und negative effektive Masse
Die vor allem in der Festkörperphysik gebräuchliche effektive Masse {\displaystyle m_{\text{eff}}} von Teilchen ist eine Größe, die in gewisser Hinsicht zu ihrer Masse analog ist. Sie wird aus der Dispersionsrelation der Teilchen {\displaystyle E=f(p)} gewonnen, indem diese in einem bestimmten Bereich durch die nicht-relativistische Gleichung {\displaystyle E_{\mathrm {kin} }={\tfrac {p^{2}}{2m_{\text{eff}}}}} angenähert wird. Die effektive Masse kann im Gegensatz zur echten Masse vom Impuls abhängen und in bestimmten Wertebereichen sogar negativ werden.

## Klassische Physik
In der klassischen Physik ist die Masse eine Erhaltungsgröße. Das bedeutet, dass sich die Masse in einem geschlossenen System nicht ändert. Wenn beispielsweise ein Stück Holz verbrennt, dann haben nach der klassischen Physik die entstehenden Verbrennungsabgase und die Asche nach der Verbrennung exakt die gleiche Masse wie das Holzstück und der verbrauchte Luftsauerstoff vor der Verbrennung. Die Erhaltung der Masse wird als selbstverständliche empirische Tatsache angenommen, ohne dafür eine Begründung zu geben.
Ebenso wenig erklärt die klassische Mechanik die Äquivalenz von schwerer und träger Masse.
Als schwere Masse bezeichnet man sowohl die Quelle der Gravitationskraft als auch die „Gravitationsladung“. Die von der Masse {\displaystyle M_{\mathrm {s} }} auf die Masse {\displaystyle m_{\mathrm {s} }} (und umgekehrt) ausgeübte Kraft ist
{\displaystyle {\vec {F}}=-\ G{\frac {m_{\mathrm {s} }M_{\mathrm {s} }}{|{\vec {r}}|^{2}}}\,{\frac {\vec {r}}{|{\vec {r}}|}},}
wobei die Massen punkt- oder kugelförmig gedacht sind und {\displaystyle {\vec {r}}} der Vektor von {\displaystyle M_{\mathrm {s} }} nach {\displaystyle m_{\mathrm {s} }} ist. {\displaystyle G} ist die Gravitationskonstante, eine Naturkonstante.
Die träge Masse {\displaystyle m} ist in der newtonschen Mechanik das, was sich einer Beschleunigung widersetzt. Um den Bewegungszustand eines Körpers zu ändern, muss man eine Kraft {\displaystyle {\vec {F}}} aufwenden. Je größer diese Kraft ist, umso stärker ändert sich der Impuls. Dies wird durch das 2. newtonsche Axiom, das Aktionsprinzip, ausgedrückt:
{\displaystyle {\vec {F}}={\frac {\mathrm {d} \,{\vec {p}}}{\mathrm {d} t}}}
Daraus ergibt sich mit dem Impuls {\displaystyle p=m\,v} für Körper mit konstanter Masse die Bewegungsgleichung zu „Kraft ist gleich Masse mal Beschleunigung“, auch als „Grundgleichung der Mechanik“ bezeichnet:
{\displaystyle {\vec {F}}=m\ {\vec {a}}}
Hier ist die träge Masse also der Proportionalitätsfaktor zwischen Kraft und Beschleunigung.
Die Äquivalenz von träger und schwerer Masse ist experimentell mit einer relativen Genauigkeit von {\displaystyle \eta <2,7\cdot 10^{-15}} bestätigt worden.

## Spezielle Relativitätstheorie

### Definition der Masse als Lorentz-Invariante
In der modernen Formulierung der speziellen Relativitätstheorie ist die Masse eine Lorentz-invariante Größe. Man definiert die Masse über die Energie-Impuls-Relation
{\displaystyle m^{2}={\frac {E^{2}}{c^{4}}}-{\frac {{\vec {p}}^{2}}{c^{2}}}}.
Hierbei ist
- {\displaystyle E=E_{0}+E_{\text{kin}}} die Gesamtenergie, die Summe aus Ruheenergie und kinetischer Energie,
- {\displaystyle {\vec {p}}} der Impuls,
- {\displaystyle c} die Lichtgeschwindigkeit.

Der Lorentz-Faktor

Impuls und kinetische Energie sind von Geschwindigkeit {\displaystyle v} relativ zum Beobachter abhängig:
{\displaystyle E=\gamma E_{0}\quad } bzw. {\displaystyle \quad E_{\text{kin}}=E-E_{0}=E_{0}\cdot (\gamma -1)}
{\displaystyle {\vec {p}}=\gamma \,m\,{\vec {v}}\qquad }
mit der Ruheenergie
{\displaystyle E_{0}=mc^{2}}
und dem Lorentz-Faktor
{\displaystyle \gamma ={\frac {1}{\sqrt {1-(v/c)^{2}}}}}.
Diese Gleichungen für Impuls und kinetische Energie gehen im nichtrelativistischen Grenzfall in die Gleichungen der klassischen Mechanik über:
{\displaystyle \left.{\begin{array}{rcl}E_{\text{kin}}&\approx &{\frac {1}{2}}mv^{2}\\p&\approx &mv\end{array}}\right\}\ {\text{wenn}}\ v\ll c\Rightarrow \gamma \approx 1}
Wäre dem nicht so, könnte man die oben durch die Energie-Impuls-Relation definierte Größe {\displaystyle m} schwerlich als „Masse“ bezeichnen.
Setzt man die relativistischen Formeln für Impuls und kinetische Energie in die Energie-Impuls-Relation ein, so kürzt sich der Lorentz-Faktor heraus:
{\displaystyle {\frac {E^{2}}{c^{4}}}-{\frac {{\vec {p}}^{2}}{c^{2}}}={\frac {\gamma ^{2}(mc^{2})^{2}}{c^{4}}}-{\frac {\gamma ^{2}m^{2}v^{2}}{c^{2}}}=\gamma ^{2}m^{2}\left(1-{\frac {v^{2}}{c^{2}}}\right)=\gamma ^{2}m^{2}{\frac {1}{\gamma ^{2}}}=m^{2}}.
Die Masse ist somit immer gleich, egal wie groß die Geschwindigkeit und damit der Lorentz-Faktor ist. Sie ist eine Lorentz-invariante Größe, d. h. unabhängig vom Bezugssystem des Beobachters. Im vierdimensionalen Raum aller denkbaren Energie- und Impulswerte liegen die physikalisch möglichen Kombinationen aus Energie und Impuls eines Objekts auf einer dreidimensionalen Fläche, der sogenannten Massenschale. Sie ist ein zweischaliges Hyperboloid (oder, wenn das Objekt masselos ist, ein Doppelkegel). Im zweidimensionalen Raum von Energie und Impulsbetrag ist die Massenschale eine Hyperbel.

### Definition der Masse als relative Größe
Mit der oben genannten Definition ist „Masse“ eine vom Beobachter unabhängige Eigenschaft eines Körpers, also unabhängig von dessen Relativgeschwindigkeit zum Beobachter. Es ist nicht möglich, allein durch Beschleunigung einem System Masse hinzuzufügen.
Es gibt jedoch eine alternative Definition, die aus der Anfangszeit der Relativitätstheorie stammt und u. a. von Lorentz eingeführt wurde. Es handelt sich um die sogenannte relativistische Masse, die mit der Geschwindigkeit gemäß
{\displaystyle m_{\text{rel}}(v)={\frac {m_{0}}{\sqrt {1-(v/c)^{2}}}}=\gamma \,m_{0}}
anwächst. Hierbei ist {\displaystyle m_{0}} die Ruhemasse – die Masse, die der Körper hat, wenn er in Ruhe ist.
In der Fachsprache wird heute meist die moderne Begrifflichkeit verwendet, bei der „Masse“ eine vom Bezugssystem unabhängige Eigenschaft des Teilchens oder Systems bezeichnet. Um dies zu verdeutlichen, spricht man manchmal auch von invarianter Masse, einem Begriff aus der Teilchenphysik, der der Schwerpunktsenergie eines Systems mehrerer Teilchen entspricht (s. u.).
Die eher historische Begrifflichkeit von „relativistischer Massenzunahme“ und „Ruhemasse“ ist aber in populärwissenschaftlicher Literatur, in Schulbüchern und sogar in einigen modernen Lehrbüchern der theoretischen Physik durchaus noch präsent.
Da es sich um eine Konvention handelt, kann die Frage, welches Konzept „richtig“ ist, nicht experimentell entschieden werden. In der deutschsprachigen Wikipedia wird durchweg die Konvention der Masse als einer lorentz-invarianten Größe verwendet.

### Äquivalenz von Masse und Energie

#### Masse und Ruheenergie
Die Ruheenergie {\displaystyle E_{0}} ist die Energie eines Objekts in seinem Ruhesystem, d. h. in dem Bezugssystem, in dem sein Gesamtimpuls null ist. Sie ist direkt mit seiner Masse verknüpft:
{\displaystyle E_{0}=m\,c^{2}}
Durch die Ruheenergie ist die Masse des Objekts also eindeutig bestimmt und umgekehrt. Man nennt dies Äquivalenz von Masse und Energie. Da nach dem Energieerhaltungssatz die Energie innerhalb eines abgeschlossenen Systems immer erhalten bleibt, bleibt auch seine Masse erhalten.
Wie oben erläutert, ist die Masse Lorentz-invariant, hängt also nicht vom Bewegungszustand eines Objekts ab. Ein Sonderfall ist das Photon: Man kann nicht von seiner Ruheenergie sprechen, weil es kein Bezugssystem gibt, in dem das Photon keinen Impuls hat. Richtig sind stattdessen für das Photon die Aussagen {\displaystyle m=0} sowie {\displaystyle E=c\,|{\vec {p}}|}.

#### Mehrteilchensysteme
Bei einem zusammengesetzten Objekt ist mit „Ruhesystem“ das Bezugssystem gemeint, in dem der Massenmittelpunkt des Objekts in Ruhe ist. Man spricht auch vom Schwerpunktsystem. Bestandteile eines zusammengesetzten Objekts sind z. B. Atome in einem Gegenstand, Gasmoleküle in einem Gefäß oder auch Felder. Die Energien und Impulse der einzelnen Bestandteile addieren sich zur Gesamtenergie bzw. zum Gesamtimpuls des Systems auf:
{\displaystyle E_{\text{gesamt}}=\sum _{i}E_{i}\quad } und {\displaystyle \quad {\vec {p}}_{\text{gesamt}}=\sum _{i}{\vec {p}}_{i}}.
Die Masse {\displaystyle M} des Gesamtsystems wird im Allgemeinen aber nicht gleich der Summe der Massen seiner Bestandteile sein. Sofern nicht alle Bestandteile gegenüber dem Schwerpunkt in Ruhe sind, gilt:
{\displaystyle \underbrace {\sqrt {{\textstyle \left(\sum _{i}E_{i}\right)^{2}}-{\textstyle \left(\sum _{i}{\vec {p}}_{i}\right)^{2}}c^{2}}} _{M}\ \,\neq \,\ \underbrace {\sum _{i}{\sqrt {E_{i}^{2}-{\vec {p}}_{i}^{2}c^{2}}}} _{\sum _{i}m_{i}}}
Beispielsweise führt die Erwärmung eines Gegenstands zu einer Erhöhung seiner Masse, weil die kinetische Energie der Atome relativ zum gemeinsamen Schwerpunkt im Mittel zunimmt. Die Massenzunahme entspricht dabei der Energiezufuhr: {\displaystyle \Delta E=\Delta M\cdot c^{2}}. Gibt ein Gegenstand in Form von Strahlung ab (z. B. in Form von Infrarotstrahlung), so verringert sich sein Energieinhalt und damit seine Masse entsprechend. Im Alltag sind solche Massenänderungen aber unmerklich klein, weil die zu- oder abgegebene Energie weitaus kleiner als die Ruheenergie ist.
In der experimentellen Teilchenphysik wird die Ruheenergie {\displaystyle E_{0}} des Systems als Schwerpunktsenergie bezeichnet und die Masse {\displaystyle M=E_{0}/c^{2}} als  invariante Masse. Sie gibt auch den Energiebetrag an, der für die Erzeugung neuer Teilchen bei einer Teilchenkollision zur Verfügung steht.

#### Massendefekt
In der Kernphysik kann man Änderungen der Gesamtmasse gegenüber der Ruheenergie nicht mehr vernachlässigen, weil die Nukleonen (Protonen und Neutronen) sehr stark gebunden sind. Bei den meisten Atomkernen liegt die Bindungsenergie zwischen 7 und 8 MeV pro Nukleon, was ungefähr 0,8 % der Ruheenergie eines Nukleons entspricht. Daher werden bei Kernumwandlungen und ‑reaktionen erhebliche Energiemengen umgesetzt.
Wenn sich ein Uran-238-Atomkern durch Abstrahlung eines Alphateilchens (α) in einen Thorium-234-Kern umwandelt, werden 4,27 MeV an kinetischer Energie frei, was 0,002 % der Ruheenergie des 238U entspricht. Betrachtet man 234Th und α zusammen als ein System (einschließlich der kinetischen Energie beider Teilchen aus der Bewegung relativ zum gemeinsamen Schwerpunkt), so hat dieses System die gleiche Ruheenergie und damit die gleiche Masse wie zuvor der 238U-Kern (Energieerhaltung). Betrachtet man 234Th und α aber separat (jeweils im eigenen Ruhesystem), so ist die Summe beider Massen um besagte 0,002 % geringer. Eine solche Differenz wird Massendefekt genannt.
Noch deutlich größer ist der Massendefekt bei der Kernspaltung. Bei der Spaltung von 235U werden im Mittel 204 MeV frei, also 0,13 % der Ruheenergie.
Die Bindungsenergie chemischer Bindungen liegt mit typischen 2 bis 7 eV pro Bindung (pro Nukleon wäre sie entsprechend dem Molekülgewicht noch einmal deutlich kleiner) um 7 bis 8 Größenordnungen darunter. Bei einigen Reaktionen liegen die Werte im Bereich der Nachweisgrenze aktueller Massekomparatoren (1…2e-10). Der größte chemische Massendefekt ist 2.25e-9 bei der Bindung {\displaystyle \mathrm {2\ H\ \rightarrow \,H_{2}} }. Aber bislang konnte noch kein chemischer Massendefekt durch Wägung nachgewiesen werden. Da bei chemischer Bindung der Massendefekt so klein ist, dass er bei keiner Wägung zu bemerken wäre, konnte Ende des 18. Jahrhunderts von Antoine de Lavoisier der Massenerhaltungssatz aufgestellt werden. Diese Erkenntnis trug maßgeblich zur Abkehr von der Alchemie und Phlogistontheorie bei und wurde damit eine wichtige Grundlage der auf den Begriff der chemischen Elemente gestützten Chemie.
Ein extremer Fall ist die Annihilation von Elektron-Positron-Paaren. Hierbei entstehen masselose Photonen, der Massendefekt beträgt damit 100 %.

## Definition der Masse mithilfe der Impulserhaltung
Die Herleitung des Massenbegriffs aus der Impulserhaltung beleuchtet sowohl Unterschiede als auch Ähnlichkeiten zwischen der klassischen und der relativistischen Physik. Als Ergebnis der Herleitung sieht man: Wenn jedem Körper einzeln eine zu seiner Geschwindigkeit {\displaystyle {\vec {v}}} parallele Größe {\displaystyle {\vec {p}}} zugeordnet werden kann, so dass die Summe dieser beiden Größen bei einem inelastischen Stoß konstant bleibt, dann muss es zu jedem Körper einen vom Bezugssystem unabhängigen Wert {\displaystyle m} geben, mit dem {\displaystyle {\vec {p}}=m\;{\vec {v}}} (klassisch) bzw. {\displaystyle {\vec {p}}=\gamma \;m\;{\vec {v}}} (relativistisch) gilt. Man bezeichnet {\displaystyle {\vec {p}}} als den Impuls und {\displaystyle m} als die Masse des Körpers. Hiermit ist eine eigenständige Definition der Masse gegeben, die allein auf der Impulserhaltung beruht. Weiter ergibt sich, dass außer der Summe der Impulse in der klassischen Physik auch die Summe der Massen erhalten bleibt, in der relativistischen Physik aber die Summe der Größen {\displaystyle \gamma \;m}, die (bis auf den universellen Faktor {\displaystyle c^{2}}) die Energien der einzelnen Körper angibt.
Für diese Herleitung benutzt man das Symbol zunächst für den unbekannten Faktor zwischen den parallelen Vektoren für Geschwindigkeit  und Impuls:
{\displaystyle {\vec {p}}=M\ {\vec {v}}}.
Man betrachtet den vollkommen unelastischen Stoß, d. h. zwei Körper ({\displaystyle K_{1},K_{2}}), die sich aufeinander zubewegen und zu einem einzigen ({\displaystyle K_{1+2}}) vereinigen. Impulserhaltung bedeutet:
{\displaystyle {\vec {p}}_{1}+{\vec {p}}_{2}={\vec {p}}_{1+2}}
Das ergibt die Gleichung:
{\displaystyle M_{1}\ {\vec {v}}_{1}+M_{2}\ {\vec {v}}_{2}=M_{1+2}\ {\vec {v}}_{1+2}}
Die Faktoren {\displaystyle M_{i}} können in noch unbekannter Weise auch von der jeweiligen Geschwindigkeit abhängen. Sicher sind sie aber gleich in dem Fall, dass beide Körper vollkommen gleich beschaffen sind: {\displaystyle M_{1}({\vec {v}})=M_{2}({\vec {v}})=:M({\vec {v}})}. In diesem Fall gilt, wenn der Stoß in dem Ruhesystem ({\displaystyle {\vec {v}}_{1+2}=0}) des im Stoß gebildeten Körpers {\displaystyle K_{1+2}} betrachtet wird:
{\displaystyle M({\vec {v}}_{1})\cdot {\vec {v}}_{1}+M({\vec {v}}_{2})\cdot {\vec {v}}_{2}=0}
Daher ergibt sich, dass in diesem Bezugssystem die Geschwindigkeiten der beiden gleichen stoßenden Körper entgegengesetzt gleich sein müssen:
{\displaystyle {\vec {v}}_{1}=-{\vec {v}}_{2}=:{\vec {v}}}
Die beiden Geschwindigkeiten sind aber nicht entgegengesetzt gleich, wenn derselbe Stoß in einem mit der Geschwindigkeit {\displaystyle -{\vec {V}}} bewegten Bezugssystem betrachtet wird. Darin bewegt sich nach dem Stoß der Körper {\displaystyle K_{1+2}} mit Geschwindigkeit {\displaystyle {\vec {V}}}. Die Gleichung der Impulserhaltung lautet nun:
{\displaystyle M({\vec {v}}_{1}^{\,'})\cdot {\vec {v}}_{1}^{\,'}+M({\vec {v}}_{2}^{\,'})\cdot {\vec {v}}_{2}^{\,'}=M_{1+2}({\vec {V}})\cdot {\vec {V}}}
Darin sind {\displaystyle {\vec {v}}_{1}^{\,'}\ ,\ {\vec {v}}_{2}^{\,'}} die Geschwindigkeiten der beiden stoßenden Körper im bewegten Bezugssystem.
Betrachtung mit klassischer Physik
Nach der in der klassischen Physik gültigen Galilei-Transformation gilt die einfache Addition der Geschwindigkeiten
{\displaystyle {\vec {v}}_{1}^{\,'}={\vec {v}}+{\vec {V}}\ \ {\vec {v}}_{2}^{\,'}=-{\vec {v}}+{\vec {V}}}
und folglich
{\displaystyle {\vec {v}}_{1}^{\,'}+{\vec {v}}_{2}^{\,'}=2\ {\vec {V}}.}
Diese Gleichung zwischen den drei Geschwindigkeiten ist mit der obigen Gleichung zwischen den drei Impulsen nur dann verträglich, wenn
{\displaystyle M({\vec {v}}_{1}^{\,'})=M({\vec {v}}_{2}^{\,'})\ ,} sowie {\displaystyle M_{1+2}=2\ M.}
Denn mit zwei verschiedenen Faktoren {\displaystyle M({\vec {v}}_{1}^{\,'})\neq M({\vec {v}}_{2}^{\,'})} kann sich kein zu {\displaystyle {\vec {V}}} paralleler Vektor ergeben. Aus der ersten Gleichung der vorigen Zeile folgt nun, dass der Faktor {\displaystyle M} für alle Geschwindigkeiten gleich ist. Er ist identisch mit der aus der älteren Definition bekannten Masse. Damit gilt allgemein (mit den üblichen Symbolen):
{\displaystyle {\vec {p}}=m\ {\vec {v}}}
Mit Kenntnis dieser Gleichung kann die Überlegung auf den Fall verschiedener Massen {\displaystyle m_{1}\neq m_{2}} verallgemeinert werden. Einsetzen in die Gleichung der Impulserhaltung führt auf das Ergebnis:
{\displaystyle M_{1+2}=m_{1}+m_{2}}
Demnach ist in der klassischen Mechanik die Masse eine additive Erhaltungsgröße.
Betrachtung mit relativistischer Physik
In diesem Fall muss man statt der Galilei-Transformation die Lorentz-Transformation zugrunde legen. Dann gilt statt der einfachen Addition der Geschwindigkeitsvektoren das relativistische Additionstheorem. Daraus folgt (nach längerer Rechnung): Nicht {\displaystyle ({\vec {v}}_{1}^{\,'}+{\vec {v}}_{2}^{\,'})} ist parallel zu {\displaystyle {\vec {V}}}, sondern der Vektor {\displaystyle (\gamma _{1}^{\,'}\;{\vec {v}}_{1}^{\,'}+\gamma _{2}^{\,'}\;{\vec {v}}_{2}^{\,'})}. Multipliziert mit einer Konstante, die hier im Vorgriff schon mit {\displaystyle m} bezeichnet wird, muss sich der Gesamtimpuls {\displaystyle M_{1+2}\ ({\vec {V}})\ {\vec {V}}} ergeben. Folglich sind die beiden Impulse der stoßenden Körper {\displaystyle i=1,\;2} durch
{\displaystyle {\vec {p}}_{i}=\gamma _{i}\;m_{i}\;{\vec {v}}_{i}}
gegeben. Dies geht für kleine Geschwindigkeiten, wo {\displaystyle \gamma \approx 1} gesetzt werden kann, in die nichtrelativistische Formel {\displaystyle {\vec {p}}=m\;{\vec {v}}} über, womit der konstante Faktor {\displaystyle m} sich tatsächlich als die Masse in relativistischer Definition erweist. Die Gleichung der Impulserhaltung lautet nun
{\displaystyle \gamma _{1}^{\,'}m\;{\vec {v}}_{1}^{\,'}+\gamma _{2}^{\,'}m\;{\vec {v}}_{2}^{\,'}=\gamma _{1+2}^{\,'}M_{1+2}\;{\vec {V}}_{2}^{'}}
und ermöglicht damit wieder die Bestimmung von {\displaystyle M_{1+2}}. Es zeigt sich, dass die Masse in der relativistischen Mechanik keine additive Erhaltungsgröße ist, denn es gilt:
{\displaystyle \gamma _{1}^{\,'}\,m_{1}+\gamma _{2}^{\,'}\,m_{2}=\gamma _{1+2}^{\,'}\,M_{1+2}.}
Nach dieser Gleichung ist vielmehr die nach der relativistischen Formel {\displaystyle E=\gamma \,m\,c^{2}} berechnete Energie eine additive Erhaltungsgröße.

## Allgemeine Relativitätstheorie
In der allgemeinen Relativitätstheorie wird der freie Fall von Körpern im Gravitationsfeld als kräftefrei verstanden. Andere eventuell wirkende Kräfte würden bewirken, dass die Bahnkurven vom freien Fall abweichen. Wird der Körper vom freien Fall abgehalten, ist eine Kraft nötig, deren Größe zur trägen Masse des Körpers proportional ist.
Die Weltlinien frei fallender Teilchen sind die Geraden (genauer: Geodäten) der Raumzeit. Sie sind vollständig durch den anfänglichen Ort und die anfängliche Geschwindigkeit festgelegt und hängen nicht von anderen Eigenschaften wie Größe oder Masse des frei fallenden Teilchens ab (Äquivalenzprinzip). Da die Raumzeit 4-dimensional und gekrümmt ist, ergibt die Projektion der Geodäten auf den dreidimensionalen Ortsraum normalerweise keine Gerade, sondern beispielsweise den zeitlichen Verlauf der Bewegung längs einer Wurfparabel.
Quelle der Raumzeitkrümmung und damit der Gravitation ist in der Grundgleichung der Allgemeinen Relativitätstheorie der Energie-Impuls-Tensor, der sich aus Energiedichte, Impulsdichten, Energieströmen und Impulsströmen zusammensetzt. Da die Energie ruhender Körper durch ihre Masse bestimmt ist, bewirkt allein deren Masse die Gravitation. Kann man die Bewegung der gravitationserzeugenden Körper vernachlässigen und ist die Geschwindigkeit der frei fallenden Teilchen klein gegen die Lichtgeschwindigkeit, so wirkt sich die Masse der gravitationserzeugenden Körper wie in Newtons Gravitationstheorie aus. Für Licht als Testteilchen trifft diese Einschränkung nicht zu: Es wird an der Sonne doppelt so stark abgelenkt, wie nach Newton zu erwarten wäre.

## Ursprung der Massen der Elementarteilchen
Im Standardmodell der Elementarteilchenphysik wird der Ursprung der Massen der Elementarteilchen durch den Higgs-Mechanismus erklärt. Durch Wechselwirkung mit dem allgegenwärtigen Higgs-Feld, das indirekt durch die Beobachtung des Higgs-Bosons nachgewiesen wurde, erhalten sie eine Masse, da das Higgs-Feld auch im Vakuum nicht verschwindet. Nur die Masse des Higgs-Bosons selbst wird hierdurch nicht erklärt. In supersymmetrischen Theorien könnte ein ähnlicher Mechanismus auch durch andere Teilchen (Goldstinos) vermittelt werden (siehe auch Goldstonetheorem und Gravitino).
Die Massen der Baryonen, zu denen auch Proton und Neutron gehören, sind allerdings ca. 100-mal größer als die Massen der drei Quarks, aus denen sie bestehen. Die Baryonenmassen werden dynamisch erklärt (siehe auch: Gebundener Zustand). Ansätze zur Berechnung liefern Gitterrechnungen in der Quantenchromodynamik (QCD). Halb anschaulich kann man mit der geringen Ausdehnung der Baryonen von etwa 10−15 m argumentieren: Wenn sich die Quarks im Baryon auf so kleinem Raum konzentrieren, haben sie eine so kurze De-Broglie-Wellenlänge, dass ihre kinetische Energie {\displaystyle E_{\text{kin}}} nach Einsteins Formel {\displaystyle E=m\,c^{2}} erhebliche Masse bedeutet. Drei solcher Konstituenten-Quarks ergeben dann tatsächlich etwa die Masse des Protons oder Neutrons.
Die Baryonen machen den größten Teil der Masse sichtbarer Materie aus. Es wird vermutet, dass schwach wechselwirkende massereiche Teilchen (englisch weakly interacting massive particles, abgekürzt WIMP) wie etwa das hypothetische leichteste supersymmetrische Teilchen (englisch lightest supersymmetric particle, abgekürzt LSP) die nicht sichtbare Dunkle Materie aufbauen könnten.